# 14번가/6번로역
14번가/6번로 역(14th Street/Sixth Avenue)은 뉴욕 지하철의 지하철 역으로 맨해튼의 첼시에 위치해 있다. 이 역은 IRT 브로드웨이-7번로 선, BMT 캐나시 선, IND 6번로 선의 3개 선로가 지나며 각각 아래 운행 계통에 대응된다.:
- 1호선, 2호선, F선, L선 열차 : 전 시간 운행
- 3호선 열차 : 심야를 제외한 전 시간 운행
- M선 열차 : 평일 운행

이외에 PATH의 14번가 역과도 환승할 수 있다.

## 역 구조
| G                             | 거리                                   | 출입구 |
| B1                            | 대합실                                 | 운임 구역, 역 직원실, 서비스 간 환승 통로                                                                                          |
| B2 브로드웨이-7번로 선 승강장 | 남행 완행                              | ← 사우스 페리 역 방면 ( (심야) 플래부시 에비뉴-브루클린 대학 방면) (크리스토퍼 스트리트-쉐리든 스퀘어)                             |
| B2 브로드웨이-7번로 선 승강장 | 섬식 승강장, 왼쪽,오른쪽 출입문이 열림 | |
| B2 브로드웨이-7번로 선 승강장 | 남행 급행                              | ← 플래부시 에비뉴-브루클린 대학 방면 (챔버스 스트리트) ← 뉴 로츠 애비뉴 방면 (챔버스 스트리트)                                     |
| B2 브로드웨이-7번로 선 승강장 | 북행 급행                              | → 웨이크필드-241번가 방면 (34번가-펜 역) → → 할렘-148번가 방면 (34번가-펜 역) →                                                    |
| B2 브로드웨이-7번로 선 승강장 | 섬식 승강장, 왼쪽,오른쪽 출입문이 열림 | |
| B2 브로드웨이-7번로 선 승강장 | 북행 완행                              | → 반 코트랜드 파크 방면 ( (심야) 웨이크필드-241번가 방면) (18번가) →                                                               |
| B2 6번로 선/PATH 승강장       | 남행 완행                              | ← 코니아일랜드-스틸월 애비뉴 방면 (웨스트 4번가-워싱턴 스퀘어) ← 미들 빌리지-메트로폴리탄 애비뉴 방면 (웨스트 4번가-워싱턴 스퀘어) |
| B2 6번로 선/PATH 승강장       | 상대식 승강장, 왼쪽 출입문이 열림      | |
| B2 6번로 선/PATH 승강장       | 상대식 승강장, 오른쪽 출입문이 열림    | |
| B2 6번로 선/PATH 승강장       | 북행 PATH                              | ← HOB-33, JSQ-33, JSQ-33 (HOB 경유) 33번가 방면 (23번가)                                                                           |
| B2 6번로 선/PATH 승강장       | 남행 PATH                              | → HOB-33 호보컨 터미널 역 방면 (9번가) → → JSQ-33 (JSQ-33 (HOB 경유) 심야 & 주말) 저널 스퀘어 방면 (9번가) →                       |
| B2 6번로 선/PATH 승강장       | 상대식 승강장, 오른쪽 출입문이 열림    | |
| B2 6번로 선/PATH 승강장       | 상대식 승강장, 왼쪽 출입문이 열림      | |
| B2 6번로 선/PATH 승강장       | 북행 완행                              | → 자메이카-179번가 방면 (23번가) → → 포리스트힐스-71번로 방면 (23번가) →                                                           |
| B3 캐나시 선 승강장           | 북행                                   | ← 8번로 방면 (시·종착역) |
| B3 캐나시 선 승강장           | 상대식 승강장, 왼쪽 출입문이 열림      | |
| B3 캐나시 선 승강장           | 남행                                   | → 캐나시-로커웨이 파크웨이 방면 (유니언 스퀘어) →                                                                                  |
| B4                            | 남행 급행                              | ← 무정차 통과 |
| B4                            | 북행 급행                              | → 무정차 통과 → |

참고:
- IRT 브로드웨이-7번로 선 승강장과 다른 노선의 승강장은 한 블록 떨어져있다.
- IND 6번로 선의 급행 노선은 역 맨 아래에서 운행되지만 역의 일부는 아니다.[1]
- PATH 승강장은 14번가 역에 있다.

## IRT 브로드웨이-7번로 선 승강장
14번가 역(14th Street)은 1918년 7월 1일에 개업하였으며, IRT 브로드웨이-7번로 선의 급행 정차역이며, 4개의 노선과 2개의 섬식 승강장으로 구성되어있다.
양쪽 궤도 벽에는 "14"평판이 IRT 모자이크 장식 줄로 일정하게 이어져있다. 두 승강장 모두 파란색 I-빔 기둥이 일정 간격으로 양면을 따라 배치되고, 표준 검은색 역명판에 흰색 글자로 교대로 나타난다.
이 역에는 3개의 운임 관리(Fare control) 구역이 있다. 전시간(full-time) 출입구는 북쪽 끝에 있다. 각 승강장의 단일 계단은 중앙에 신문 가판대가 있는 크로스오버(crossover)로 연결되며, 남쪽 방향의 승강장과 선로 위에는 2개의 폐쇄된 화장실이 있다.(모자이크 형식의 “MEN”, “WOMEN” 표지는 여전히 남아있다.) 북쪽 방향 승강장과 선로 위에는 2개의 전체높이 형태의 삼발이식 개집표기가 있다.(1개는 출/입구 겸용, 하나는 출구 전용) 그리고 14번가와 6번로의 동남쪽 코너까지 올라가는 계단으로 연결된다. 이 외에 6번로의 BMT 캐나시 선 승강장으로 이어지는 통로가 있으며, 이 통로는 IND 6번로 선 승강장으로 자유롭게 이동할 수 있다. 신문 가판대 맞은 편 교차점 중앙에 있는 개찰구는 토큰 부스가 있는 대합실과, 북쪽 모퉁이 외에 14번가와 7번로의 남서쪽 모퉁이까지 가는 3개의 계단으로 이어진다. 그리고 14번가-8번로 역로 향하는 지향성 모자이크 형태의 통로가 있었는데, 이 통로는 이 자리에 L 승강장 계단이 있기 때문에 현재는 폐쇄되어 있다.
역 중앙에는 출구만이 있다. 각 승강장의 2개 계단은 한쪽에 크로스오버로 올라가면, 하나의 출구 전용 개찰구와 비상구가 13번가, 7번로의 북쪽 모퉁이까지 이어지는 계단으로 연결된다.
역 남쪽 끝에는 직원을 두지 않는 운임 통제 구역이 있다. 각 승강장에서 하나만 있는 계단은 크로스오버와 개찰구 뿐만 아니라 하나의 출구 전용 및 하나의 전체높이 형태의 개찰구로 이어진다. 대합실에는 현재 사용되지 않는 고객 지원 부스와 12번가와 7번로의 북부 모퉁이까지 올라가는 2개의 계단이 있다.

## IND 6번로 선 승강장
14번가 역(14th Street)은 1940년 12월 15일에 개업한 IND 6번로 선의 한 겅거장으로, 서 4번가-워싱턴 스퀘어에서 7-50번가-록펠러 센터까지의 나머지 IND 6번로 선의 역과 함께 개업한 역이다.
14번가와 16번가 양쪽에 입구가 있으며, 양쪽 끝에 운임 관리(Fare control) 구역이 있다. 14번가 역 입구는 같은 이름의 PATH 역과 공유되며, 별도의 운임 관리를 따른다. 승강장과 노선 너머로 전체 길이 수준의 대합실이 있으나, 주로 사용되지 않고 희미하게 점등되고 있다.
이 역에는 2면 2선의 상대식 승강장으로 되어있다. 두 승강장 모두 어두운 녹색 테두리에 녹색으로 다듬은 선이 있고, 어두운 녹색 배경과 밝은 녹색 테두리에 흰색 산세리프 글자체로 된 "14TH STREET"라는 이름의 현판이 있다. 장식 선과 이름 현판 아래에는 검은색 배경에 흰색 번호로 매겨진 작은 방향 및 숫자 기호가 있다.
열차는 양쪽 노선 모두 왼쪽 문이 열리는데, 이는 뉴욕 지하철 역에서도 보기 드문 형태이다. (대부분의 상대식 승강장은 궤도 바깥에 있으므로 열차는 오른쪽 문이 열린다.) PATH 노선과 승강장은 이 역의 승강장 사이가 벽으로 막혀 있으므로 PATH 승강장을 이 역에서 볼 수가 없다. 이는 역이 평면 환승 체계지만 벽의 존재로 인해 서비스를 분리한다는 것을 의미한다. 따라서 벽은 두 시스템 사이의 운임 관리 경계 역할을 한다.
6번로 선 급행 열차는 PATH 선로 아래 층에 위치하기 때문에 이 역에서도 볼 수가 없다. 둥근 모양으로 깊게 파인 터널이 이 역과 23번가 역 아래에 정사각형으로 되어 있다.

## BMT 캐나시 선 승강장

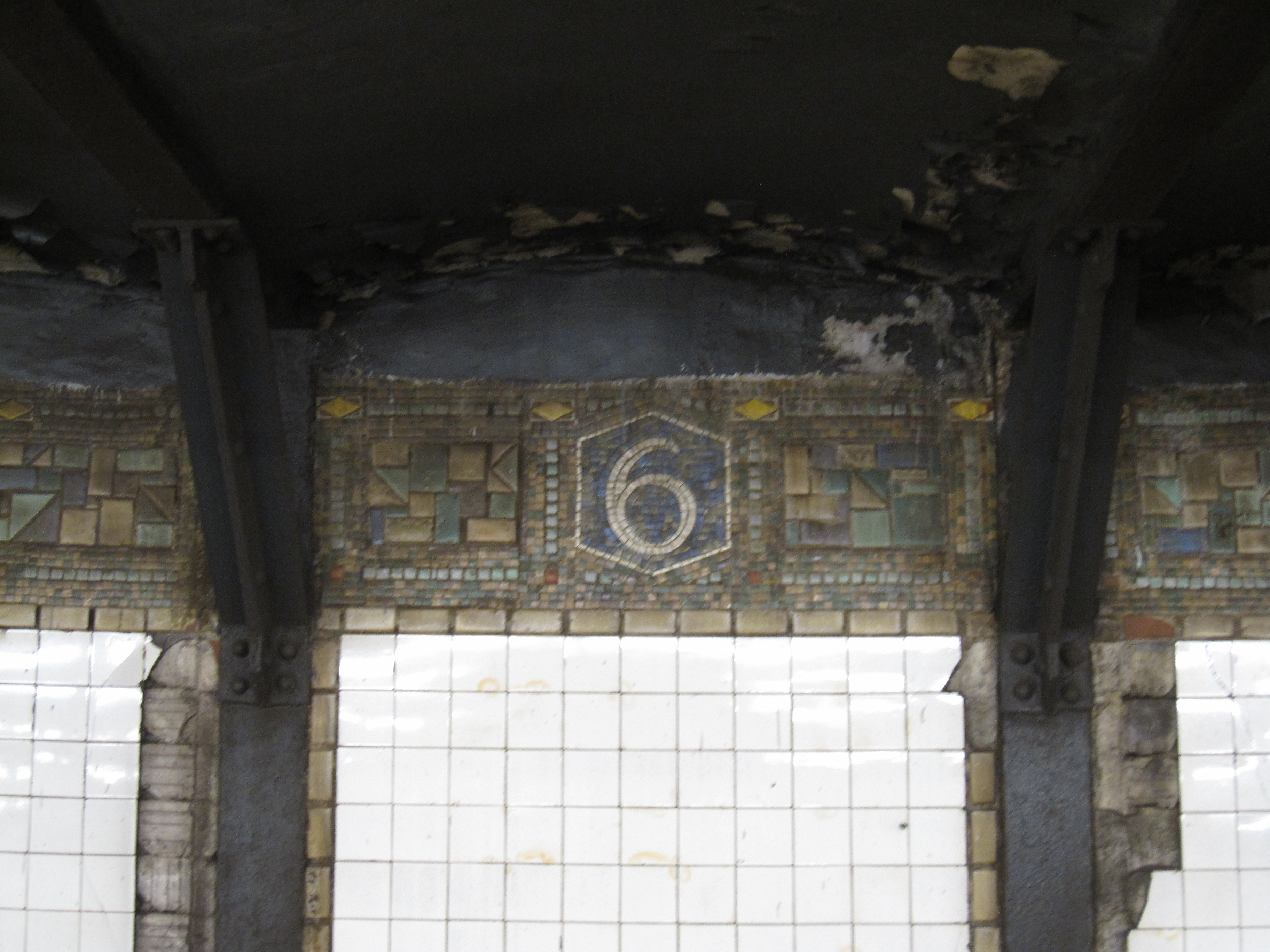
승강장 벽의 모자이크 장식 띠

6번로 역(Sixth Avenue)은 1924년 6월 30일에 14번가-이스턴 선(14th Street–Eastern Line)의 터미널로 개업한 BMT 캐나시 선의 정거장으로, 이스트 강 아래의 6번로에서 윌리엄스버그(Williamsburg)를 거쳐 몬트로 에비뉴(Montrose Avenue)와 부쉬윅 에비뉴(Bushwick Avenues)로 이어졌다. 이 역은 1면 2선의 섬식 승강장으로 이루어져 있으며, 지면에서 약 40 피트 (12 m) 아래에 있다.
양 승강장 벽에는 올리브 그린, 갈색, 황토색과 그을려진 연한 녹색과 코펜하겐 블루 색으로 구성된 모자이크 장식 띠가 있다. "6" 표지와 "Sixth Avenue" 글씨가 일정 간격으로 띠에 붙여있다.
역에는 승강장에서 올라가는 7개의 계단이 있다. 가장 서쪽에 있는 두 계단은 IRT 브로드웨이-6번로 선 역에서 전일제 운임 관리 구역으로 이어지는 통로로 올라간다. 그 다음의 두 계단은 IND 6번로 선 역 중 하나의 승강장의 남쪽 끝에 다다른다.
그 다음의 두 계단은 파우더 블루와 스테이트 블루의 띠를 따라 운임 관리 구역까지 이르는 대합실까지 올라간다. 3개의 일반 개집표기와 2개의 높은 크기의 출입구 개집표기가 역에서 출입을 제공하며 토큰 부스는 없다. 2개의 계단은 14번가와 6번가의 동쪽 모퉁이까지 올라간다. 북동쪽 계단에 의한 또 다른 무인 개찰구는 IND에 있는 14번가의 퀸스 행 승강장 위에 대합실으로 연결된다.
끝자락에 있는 계단은 저장 공간과 환기구로 연결된다. 이 자리의 다른 계단 하는 폐쇄되었다.
1993년의 예술 작품으로 제니퍼 코터(Jennifer Kotter)의 MTA Jewels가 있다. 이것은 IRT로 이어지는 통로에 다양한 주제의 그림으로 구성되어있다.
역 서쪽 중앙의 폐선된 노선은 철도 끝막이에서 시작하여 8번로 터미널에서만 접근 할 수 있다. 이 역은 1931년 8번가 역이 개업할 때까지 BMT 캐나시 선의 시·종착역이었다.

## 연결 가능한 대중 교통
NYCT 버스: M5, M7, M14A, M14D, M20
 PATH: JSQ-33, HOB-33, JSQ-33 (HOB 경유) (14번가 역)

### 대중문화
1977년 영화 Joy에서 27분부터 샤론 미첼(Sharon Mitchell)이 맡은 Joy라는 인물이, 6번로 역에 진입 한 후 열차에 탑승하여 다른 승객, 즉 T.R. Ames M.D.의 How To Pickup Girls라는 제목의 책을 읽은 청년을 유혹하는 장면이 나온다.

## 사진첩

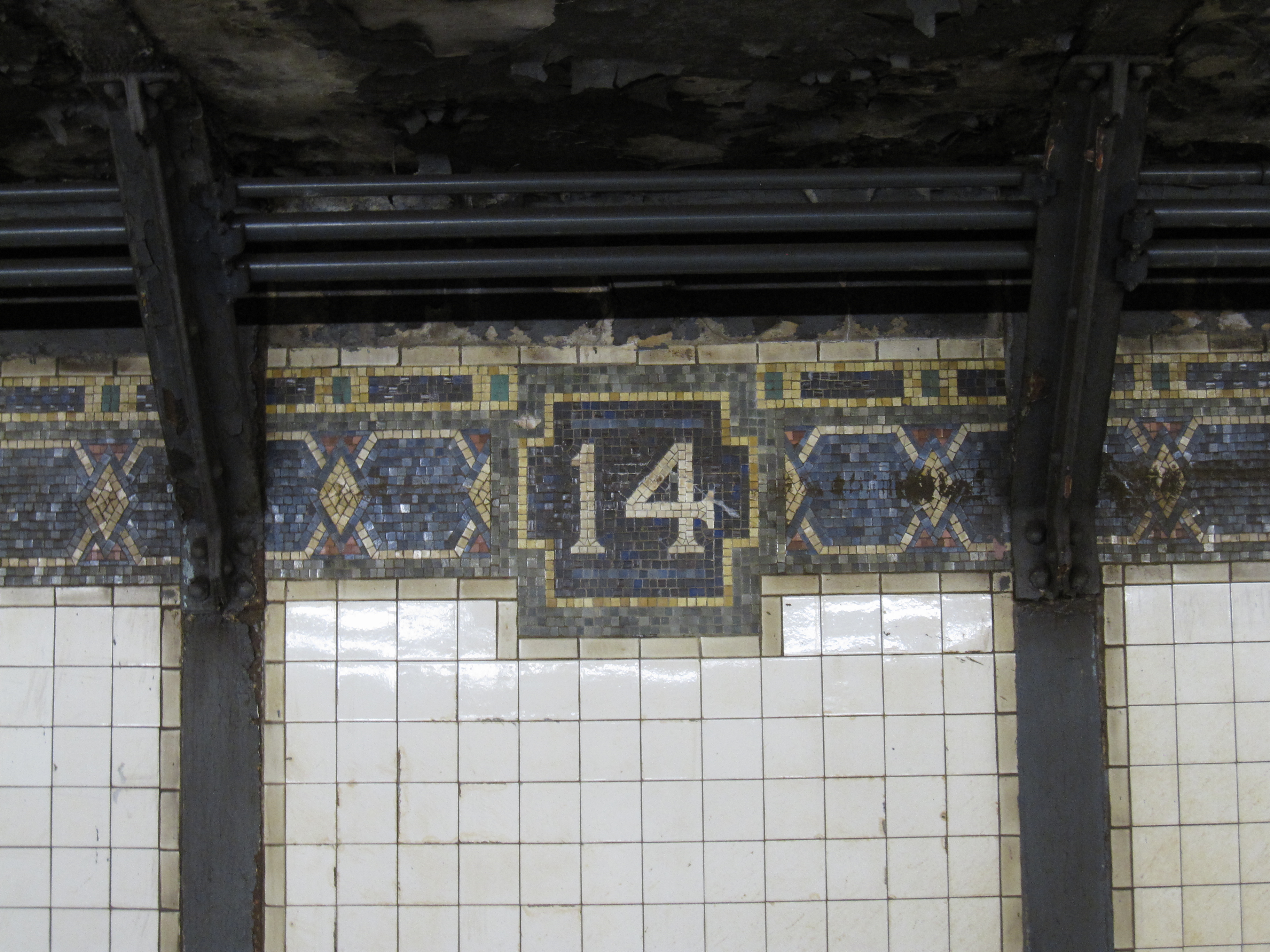
타일 테두리에 번호가 "14"인 모자이크 장식
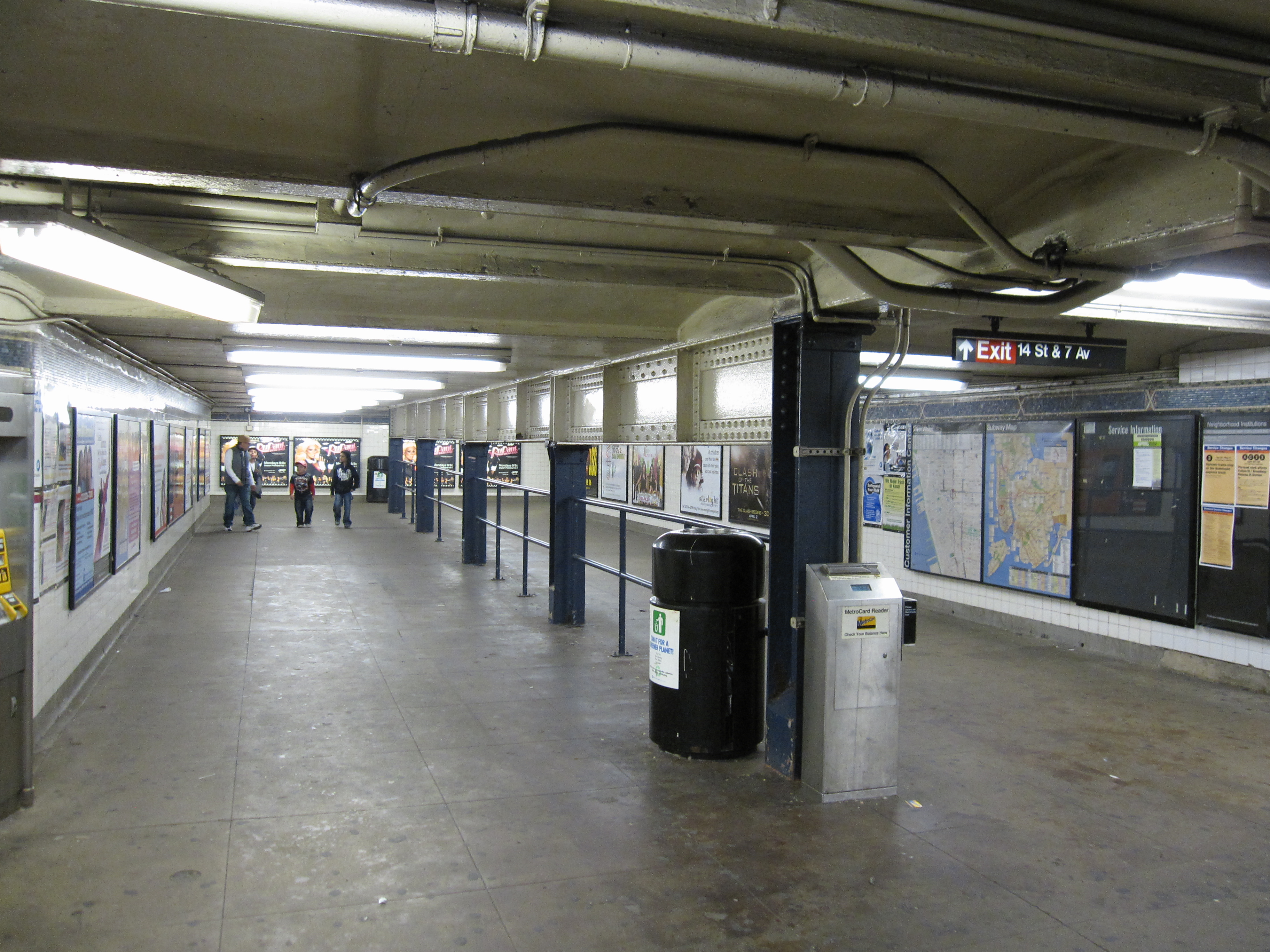
대합실 영역
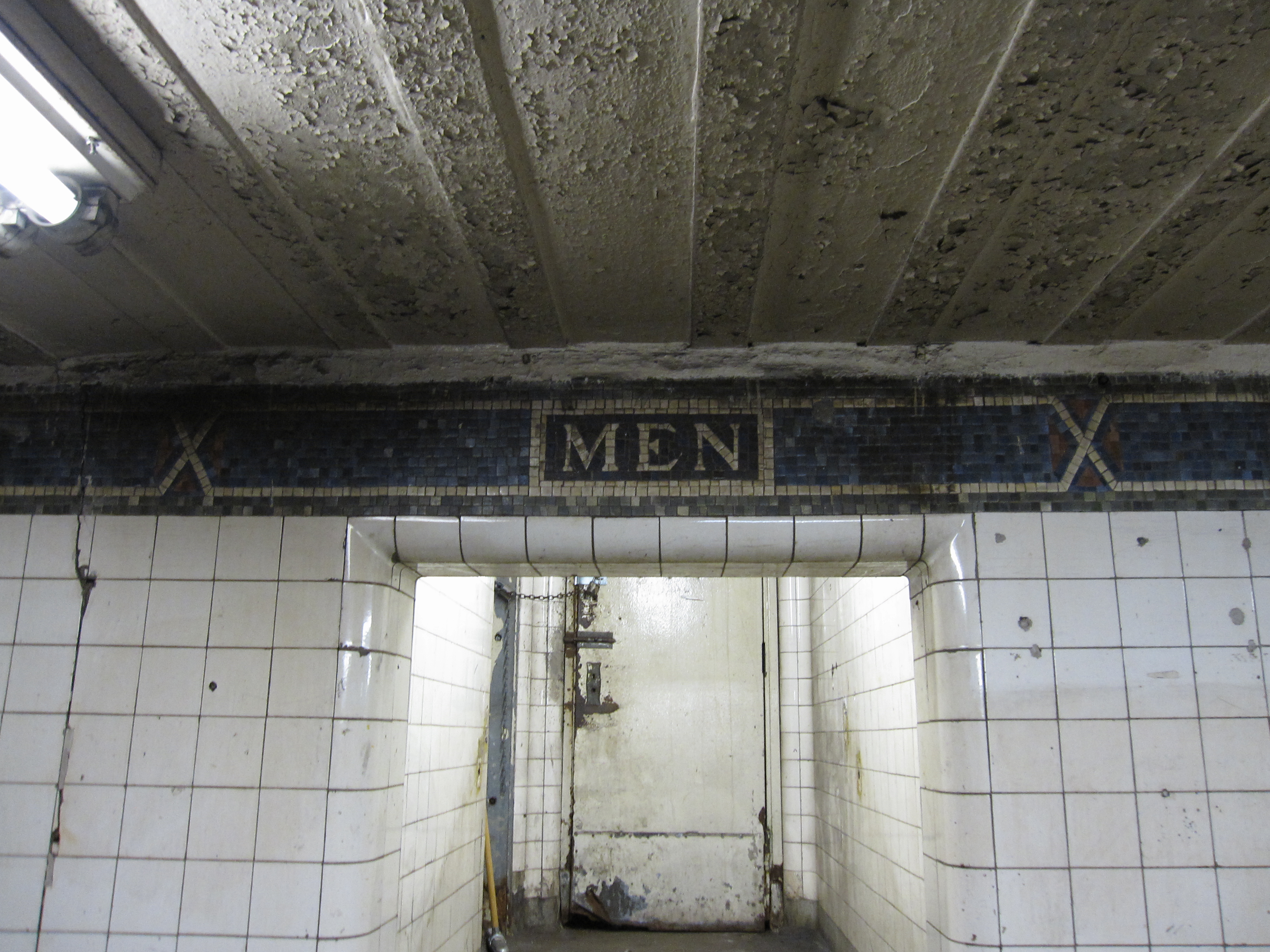
이전의 남자 화장실 모자이크 표지
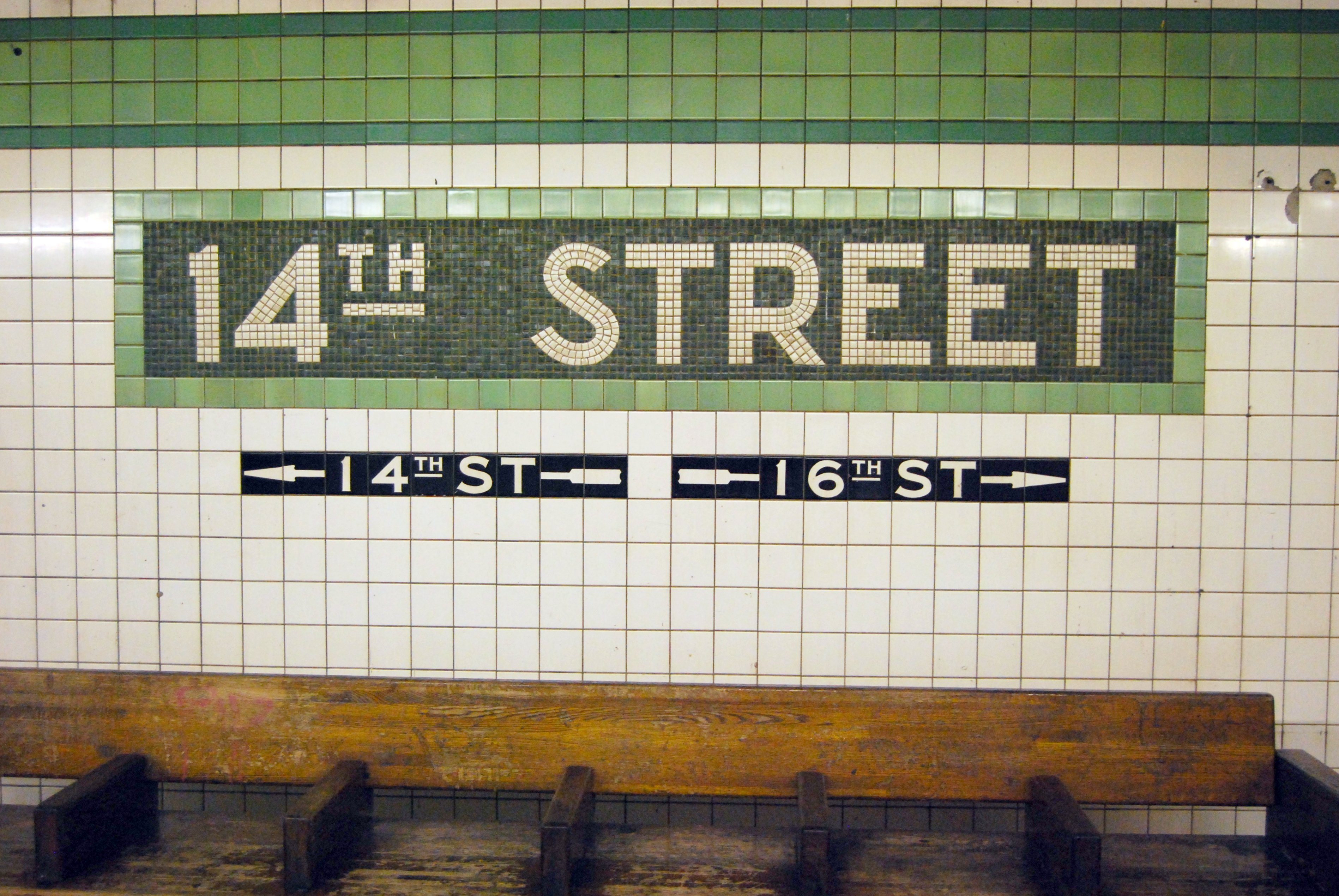
띠와 역명 표지
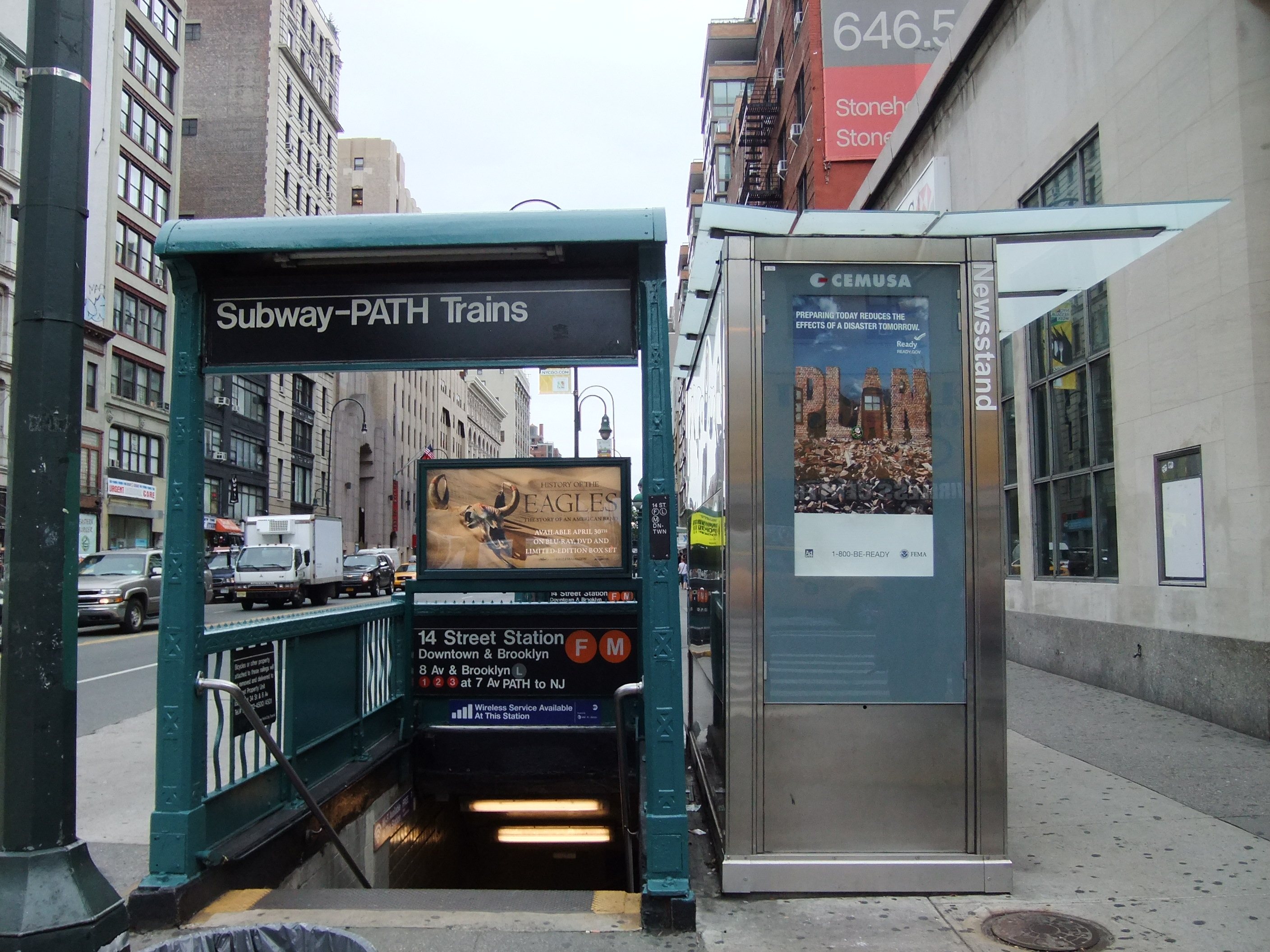
PATH 승강장으로 이르는 북서부 역 출구
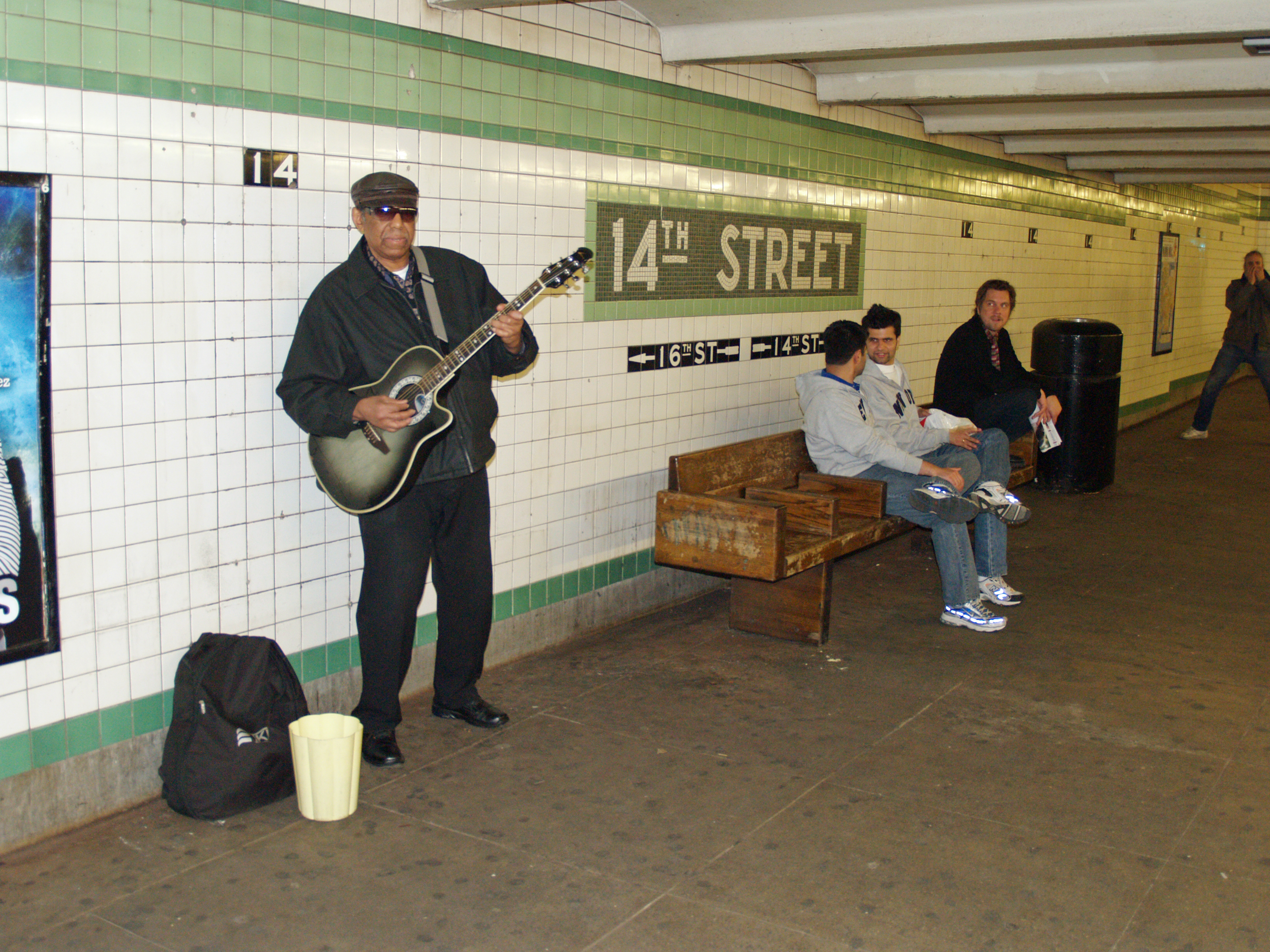
남행 IND 플랫폼에서 연주하는 뮤지션